# Menesia albifrons
Menesia albifrons är en skalbaggsart som beskrevs av Lucas Friedrich Julius Dominikus von Heyden 1886. Menesia albifrons ingår i släktet Menesia och familjen långhorningar. Inga underarter finns listade i Catalogue of Life.